# Chris Terreri
Christopher Arnold Terreri (* 15. November 1964 in Providence, Rhode Island) ist ein ehemaliger US-amerikanischer Eishockeytorwart. Während seiner Karriere spielte er für die New Jersey Devils, San Jose Sharks, Chicago Blackhawks und New York Islanders in der National Hockey League.

## Karriere
Terreri spielte zunächst vier Jahre von 1982 bis 1986 am Providence College in den Ligen der National Collegiate Athletic Association. Mit dem Universitätsteam unterlag er in der Saison 1984/85 erst im Finale um die nationale Meisterschaft, doch der US-Amerikaner wurde aufgrund seiner Leistungen mit diversen Auszeichnungen, darunter die Ernennung zum Most Valuable Player des Finalturnieres um die Meisterschaft, prämiert.
Zur Saison 1986/87 wechselte Terreri ins Profilager, nachdem er bereits im NHL Entry Draft 1983 in der fünften Runde an 85. Position von den New Jersey Devils ausgewählt worden war. Diese setzten ihn in seiner Rookiesaison sowohl in ihrem Farmteam in der American Hockey League als auch im NHL-Kader ein. Die folgenden beiden Spielzeiten verbrachte er dann hauptsächlich im Farmteam, ehe er zur Spielzeit 1988/89 den Posten des Back-up-Torhüters hinter Sean Burke erhielt. Nach drei Spielzeiten als Stammtorhüter zwischen 1990 und 1993 verlor er den Platz zur Saison 1993/94 an Martin Brodeur. Da Terreri nach dem Stanley-Cup-Gewinn der Devils im Frühjahr 1995, an dem Brodeur großen Anteil hatte, keine Chance mehr sah dauerhaft zum Einsatz zu kommen, ließ er sich im November 1995 zu den San Jose Sharks transferieren, die nach der Verletzung von Stammtorwart Artūrs Irbe einen erfahrenen Ersatz gesucht hatten. Der US-Amerikaner konnte jedoch mit seinen Leistungen nicht überzeugen und wurde in der Mitte der Spielzeit 1996/97 zu den Chicago Blackhawks abgegeben. Diese schickten ihn nach eineinhalb Jahren in einem erneuten Transfergeschäft zurück zu den New Jersey Devils. In New Jersey übernahm Terreri wieder den Posten des Back-ups hinter Brodeur. Als er im NHL Expansion Draft 2000 von den Minnesota Wild ausgewählt wurde, baten die Devils um ein Transfergeschäft um ihn nach New Jersey zurückholen zu können. Die Wild entsprachen dem Wunsch und nahmen im Gegenzug Verteidiger Brad Bombardir unter Vertrag. Seine letzte NHL-Station waren die New York Islanders, die ihn in einem Transfergeschäft im März 2001 erhielten, als die Devils John Vanbiesbrouck nach New Jersey holten.
Am 4. August 2001 beendete er schließlich offiziell seine Karriere und wechselte zurück in die Organisation der New Jersey Devils, wo er bis zum Ende der Saison 2005/06 als Assistenz- und Torwarttrainer bei den Albany River Rats, dem damaligen AHL-Farmteam New Jerseys, tätig war. Von 2007 bis 2010 war Terreri als Torwarttrainer bei den Lowell Devils engagiert, bevor er zur Saison 2010/11 dieselbe Funktion bei den New Jersey Devils übernahm.

### International
Neben zahlreichen Einsätzen für die US-Nationalmannschaft als Juniorenspieler, wo er bei der Junioren-Weltmeisterschaft 1986 eine Bronzemedaille gewinnen konnte, kam Terreri bei den Olympischen Winterspielen 1988 in Calgary, sowie der Weltmeisterschaft 1997 zum Einsatz.

## Erfolge und Auszeichnungen
| - 1985 Hockey East First All-Star Team - 1985 Hockey East „Player of the Year“ - 1985 NCAA East First All-American Team - 1985 NCAA Championship All-Tournament Team | - 1985 NCAA Championship Tournament MVP - 1986 Bronzemedaille bei der Junioren-Weltmeisterschaft - 1995 Stanley-Cup-Gewinn mit den New Jersey Devils - 2000 Stanley-Cup-Gewinn mit den New Jersey Devils |

## NHL-Statistik
(Legende zur Torhüterstatistik: GP oder Sp = Spiele insgesamt; W oder S = Siege; L oder N = Niederlagen; T oder U oder OT = Unentschieden oder Overtime- bzw. Shootout-Niederlage; Min. = Minuten; SOG oder SaT = Schüsse aufs Tor; GA oder GT = Gegentore; SO = Shutouts; GAA oder GTS = Gegentorschnitt; Sv% oder SVS% = Fangquote; EN = Empty Net Goal; 1 Play-downs/Relegation; Kursiv: Statistik nicht vollständig)